# Itambé do Mato Dentro
Itambé do Mato Dentro é um município do estado de Minas Gerais, no Brasil. Sua população recenseada em 2022 era de 2 142 habitantes.
"Sabe-se por tradição que este povoado foi fundado pelo bandeirante Romão Gramacho, de fins de 1690 a princípios de 1700. Nele permaneceu alguns anos, ocupados na extração de ouro, tendo erigido na rua das Cavalhadas uma capela dedicada a N. Srª de Oliveira, porém, coberta de palha, já tendo desaparecido seu último vestígio".

## Geografia
Localiza-se na Mesorregião Metropolitana de Belo Horizonte.

## Topônimo
A palavra "Itambé" é de origem tupi e significa "Pedra Afiada", através da junção de i'tá (pedra) e aim'bé (afiada).